# Бренда Шаффер
Бренда Шаффер (англ. Brenda Shaffer) — американська та ізраїльська науковиця, член Американської асоціації політичних наук. Докторка філософії Тель-Авівського університету. Викладає в Хайфському університеті і є лекторкою Азербайджанської дипломатичної академії.

## Життєпис
Бренда Шаффер народилася в США у 1965 році. Протягом низки років працювала як дослідниця і політична аналітикиня при уряді Ізраїлю. Шаффер працювала також науковою керівницею проекту «Каспійські дослідження» в Гарвардському інституті державного управління ім. Джона Ф. Кеннеді.
Під час навчання у школі у 1982 році відвідала СРСР. У 1986 отримала ступінь бакалавра в галузі політології та міжнародних відносин, у 1989 році — ступінь магістерки політичних наук в Єврейському університеті Єрусалиму. У 1999 році захистила докторську дисертацію і отримала ступінь докторки філософії в Тель-Авівському університеті. З 2000 по 2004 рік працювала в цьому ж університеті, беручи участь в різних міжнародних програмах і займалася дослідженням проблем мирного врегулювання конфліктів в сучасному Близькому Сході. Була стипендіаткою труменівського фонду «Молоді вчені».
Її роботи є предметом суперечок через лобіювання позицій Азербайджану і приховування комерційних зв'язків з урядом цієї країни..
Володіє декількома мовами: івритом, англійською, турецькою, азербайджанською і російською.

## Публікації
Є авторкою і редакторкою наступних книг:
- «Partners in Need: The Strategic Relationship of Russia and Iran» (the Washington Institute for Near East Policy, 2001).
- «Borders and Brethren: Iran and the Challenge of Azerbaijani Identity» (MIT Press, 2002).
- «The Limits of Culture: Islam and Foreign Policy» (MIT Press, 2006).
- «Energy Politics» (University of Pennsylvania Press, 2009).
- «Beyond the Resource Curse» (Co-editor, University of Pennsylvania Press, 2012).

## Статті
Статті Бренди Шаффер неодноразово публікувалися в різних журналах і газетах: «The Wall Street Journal», «Boston Globe», «International Herald Tribune», «The Jerusalem Post».